# Chiềng Nơi
Chiềng Nơi là một xã thuộc huyện Mai Sơn, tỉnh Sơn La, Việt Nam.
Xã Chiềng Nơi có diện tích 1,31 km², dân số năm 1999 là 4101 người, mật độ dân số đạt 3131 người/km².